# Mannlicher M1905
Mannlicher Selbstladepistole Mod. 1905 — самозарядний пістолет, створений Фердинандом Маннліхером та випускався компанією Osterreichische Waffenfabriks-Gesellschaft у 1905 році для армії та поліції Австро-Угорщини на основі більш ранньої моделі Mannlicher Pistol Mod. 1901.

## Застосування
Mannlicher Mod. 1905, як і попередня модель, успішно продавалась на внутрішньому ринку як зброя самозахисту та нестатутна зброя офіцерів k.u.k. Armee, а також виводилась на зовнішні ринки, де особливу любов та пошану отримала у Південній Америці. Головним офіційним експлуатантом Mannlicher Mod. 1905 стала Аргентина.
- Австро-Угорщина
- Аргентина